# Linaria confertiflora
Linaria confertiflora är en grobladsväxtart som beskrevs av George Bentham. Linaria confertiflora ingår i släktet sporrar, och familjen grobladsväxter. Inga underarter finns listade i Catalogue of Life.